# البلدة القديمة (العلا)
البلدة القديمة؛ هي بلدة مهجورة بالكامل، وهي إحدى المدن الإسلامية الثلاث الباقية في العالم، تقع غرب المملكة العربية السعودية في محافظة العلا التابعة لمنطقة المدينة المنورة. تسمى بالديرة، ويوجد بها مباني تراثية قديمة ومساجد وأسواق، يعود تاريخها إلى نحو 7 قرون، وتبعد عن مدائن صالح 22 كيلو متر.
تظهر البلدة التراثية وكأنها مبنى واحد لتقارب وحداتها السكنية التي تقدر بـ 870 وحدة سكنية، تتخللها أزقة ضيقة ومتعرجة، وتنقسم إلى قسمين حارة الشقيق في الشمال وحارة الحف في الجنوب.

## تاريخ
بلغت العلا شهرتها وأوج ازدهارها في الفترة ما بين القرن السادس والتاسع للهجرة وذلك في أعقاب أفول نجم مدينة قرح - المعروفة اليوم باسم (المابيات) - 18كيلاً جنوبي العلا، وقد ورد ذكر العلا في عدد من المصادر التاريخية والجغرافية وكتب الرحلات، ويتضح ان العلا معروفة في فترات مبكرة من التاريخ الإسلامي بل إلى ما هو أبعد من ذلك لكونها على طريق التجارة القديم الذي يربط جنوب الجزيرة بشمالها، بالإضافة إلى أهمية وادي العلا الذي يشكل نقطة جذب للاستقرار البشري من أقدم العصور، وعندما ازدهر طريق الحج من الشام إلى مكة ابتداء من القرن الأول الهجري كانت العلا من المحطات الرئيسة على الطريق خاصة في القرن السادس الهجري وما بعده حتى إنشاء خط سكة حديد الحجاز.

## قبائل العلا
قبائل اهل العلا منهم: "العبيد - المحمد - الحمد - المحفوظ - الزحوف - النافع - الوهيبه - السلامة - العلي - القضاة" وفي الجهة الاخرى "القروق من عذرة - البدنة  - الصبوح من حرب - العواد - التيامنه - البدير" وقبيلة جهينة

## ذكر العلا
ذكرها ياقوت الحموي بقوله: ( العلا: بضم أوله، والقصر، وهو جمع العليا: وهو اسم لموضع من ناحية وادي القرى بينها وبين الشام، نزله الرسول صل الله عليه وسلم، في طريقه إلى تبوك وبني مكان مصلاه مسجد).
يقول عنها إبراهيم بن شجاع الحنفي في بداية القرن السابع الهجري ( العلا أرض رمل بين جبلين عاليين، ثم مضيق، ثم وادي ونبات كثير، ثم عيون، ثم مدينة العلا، ووسط الوادي نخل كثير وثمر، والمدينة صغيرة على رأس جبل صغير وعيون عذبة يزرع عليها، ولها امير، ويودعون بها أمتعتهم)

## تصميم البلدة
ترجع معظم مباني بلدة العلا القديمة إلى القرنين السادس والسابع للهجرة، وتتكون بيوت البلدة من دورين، يشتمل الدوري الأرضي على ردهة قد تستخدم لاستقبال الضيوف، وقاعدة لخزن المواد التموينية وغيرها لأهل المنزل، أما الدوري العلوي فيشتمل على غرف الجلوس والنوم والطبخ والمرحاض وساحة مفتوحة للسماء، كما يشتمل بعضها على غرف شيدت فوق طريق المارة (الزقاق).
وتضم البلدة خمسة مساجد: ثلاث منها بمساحات صغيرة، واثنان منها كبيرة نوعاً ما، إذ يتسعان لاقامة صلاة الجمعة، احدهما بناه أحمد بن يسرة على انقاض من البيوت التي هدمها لهذا الغرض، وسماه مسجد الصخرة، وجعله وقفاً لله تعالى سنة 780هـ، وأما الثاني فهو الجامع الرئيس في البلدة وقد عرف بجامع القضاة، نسبة إلى اسرة القضاة التي كانت تقوم بشؤون المسجد من أذان وخطبة وامامه.

## الصور

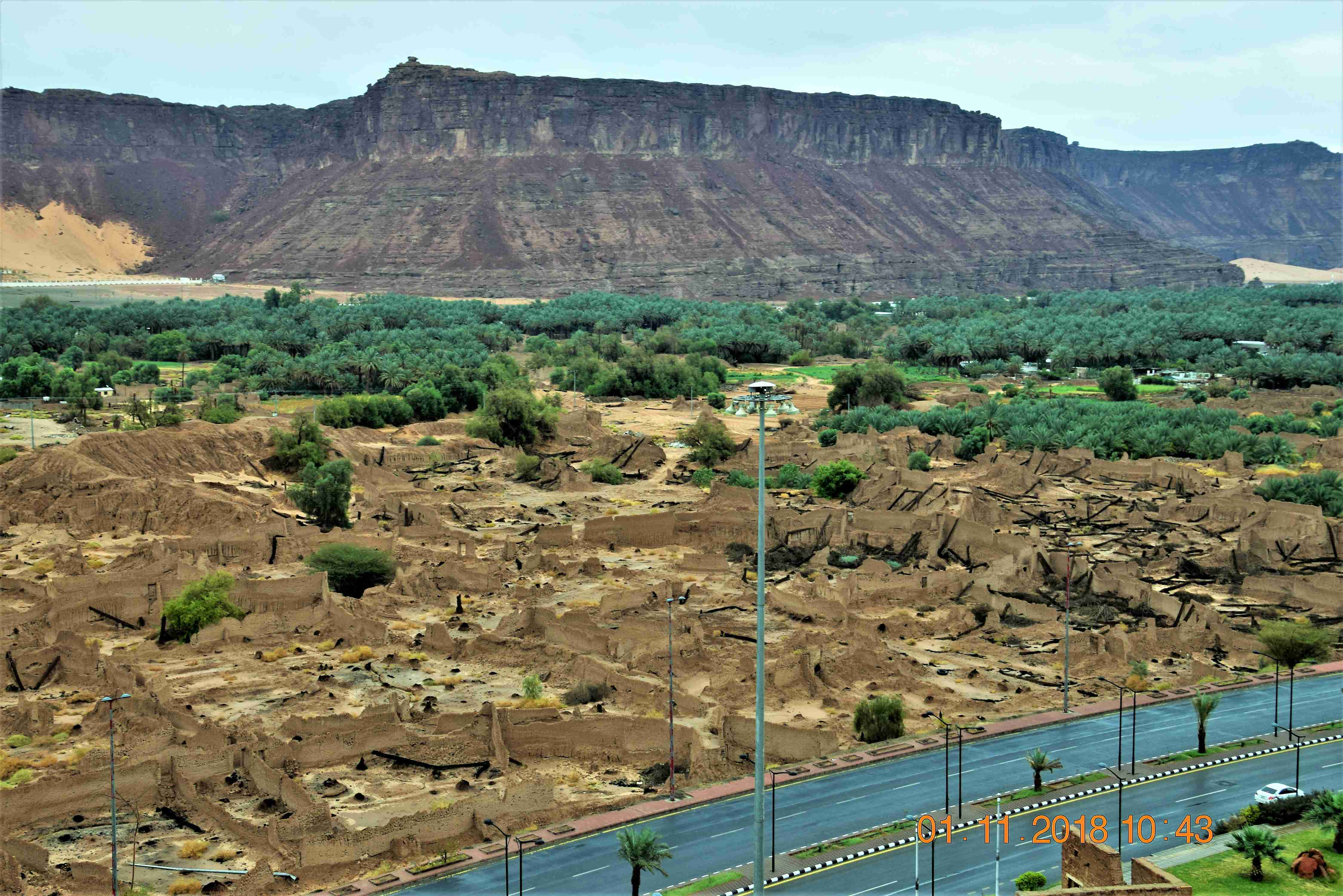
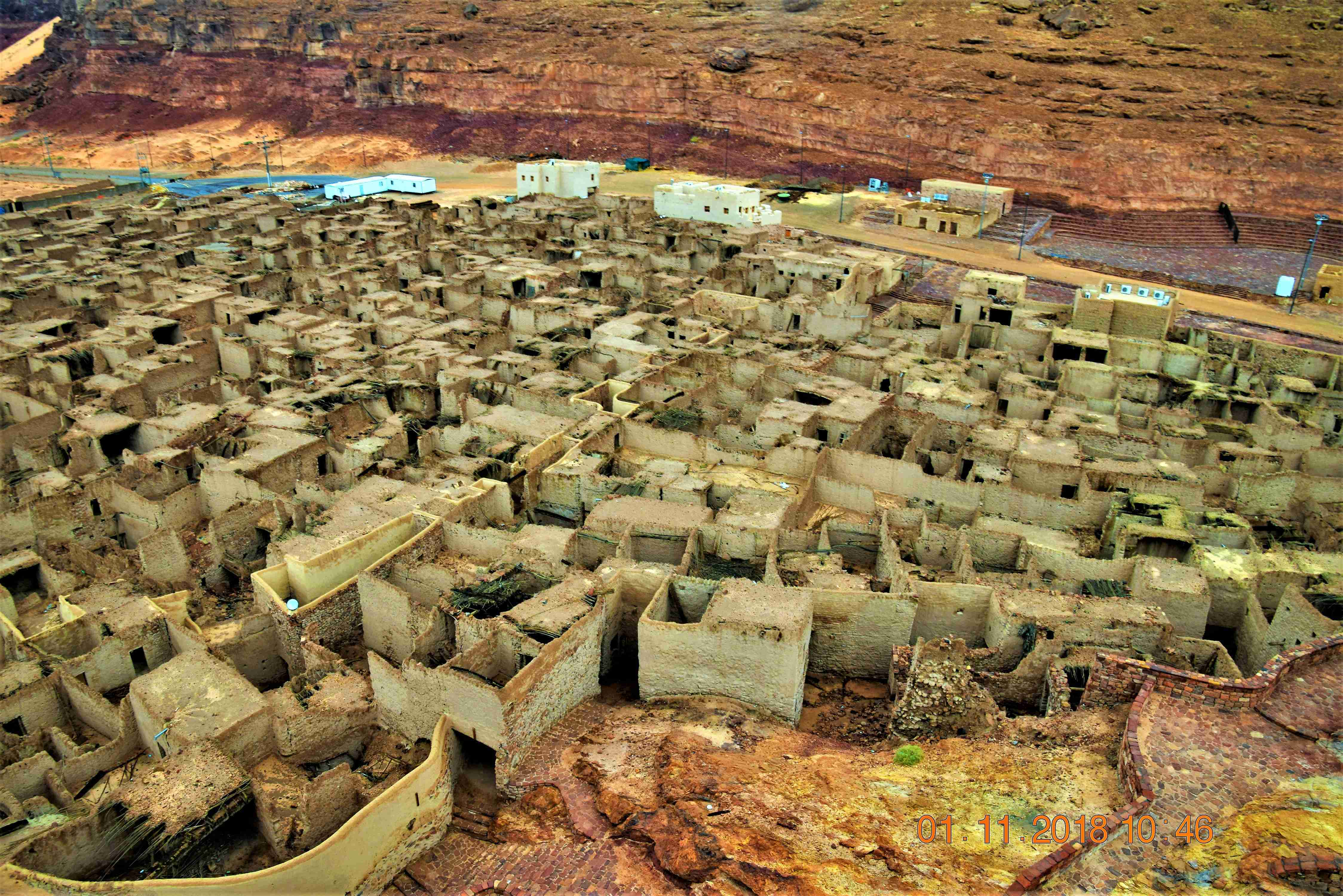
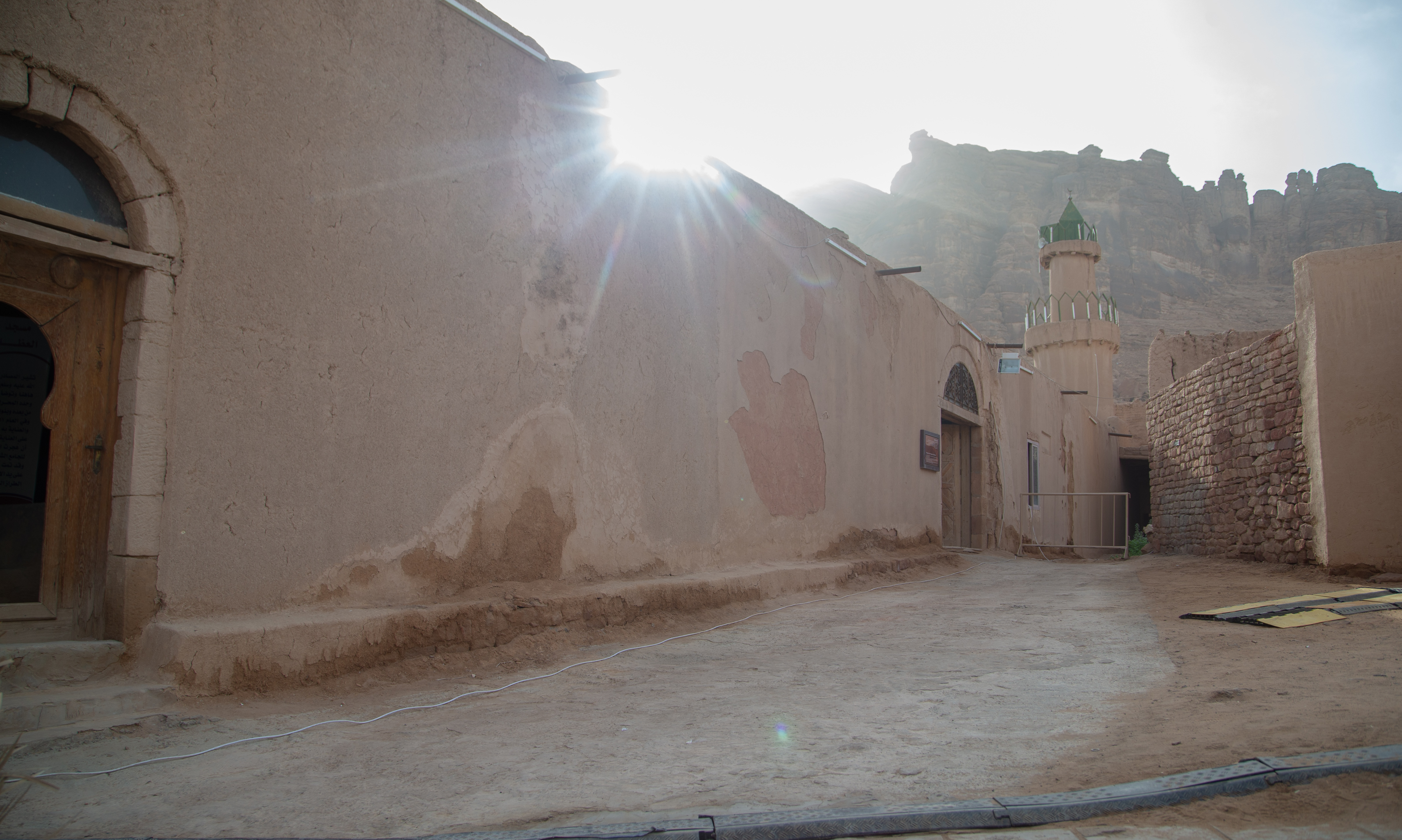

## الآثار الباقية
- قلعة العلا التاريخية (وتسمى أيضاً قلعة موسى بن نصير)[5]
- الطنطورة التي كانت دليل المزارعين في معرفة المواسم الزراعية وتوقيت توزيع المياه.
- الساعة الشمسية جنوب البلدة.